# Elecciones estatales extraordinarias de San Luis Potosí de 1995
Las elecciones municipales extraordinarias de San Luis Potosí se llevaron a cabo el domingo 5 de marzo de 1995. En ese mismo año, se renovará las elecciones del 4 de diciembre y en ellas se renovarán los cargos de elección popular de San Luis Potosí:
- Municipio de San Luis Potosí. Formada por el alcalde, regidores y síndicos, electo para el período extraordinario de dos años. El candidato electo es Luis García Julián

## Resultados electorales

### Ayuntamiento de San Luis Potosí
- Luis García Julián  Hecho
- Miguel Martínez Mireles  No